# Gazoduc Turkménistan–Afghanistan–Pakistan–Inde

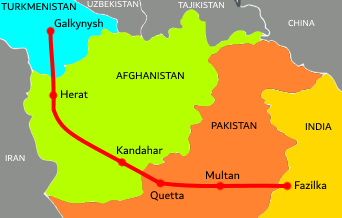
Projet de trajet du gazoduc TAPI

Le Gazoduc Turkménistan–Afghanistan–Pakistan–Inde appelé aussi plus simplement gazoduc TAPI est un projet de gazoduc allant des champs gaziers du Turkménistan de Galkynysh vers le Pakistan et l'Inde, en traversant l'Afghanistan, construit à partir de 2015 et dont la mise en service était prévue pour la fin de l'année 2019, mais dont la mise en service n'est plus prévue avant 2030.
Le projet est considéré comme « modifi[ant] profondément la carte de l'approvisionnement énergétique en Asie centrale » et est également considéré comme potentiellement un élément structurant pour les pays d'Asie centrale traversés, certains commentateurs la comparant à la route de la soie.

## Description et parcours
Le gazoduc est estimé à 10 milliards de dollars pour une capacité de transport de 33 milliards de m3 par an, sur une longueur de 1 800 km ou 1 840 km. Le gazoduc terminé pourra faire l'objet d'une extension vers l'Iran à l'ouest et vers la Chine à l'est.

## Intérêt
Le partenaire fournisseur de gaz est Turkmengaz.
Dans la répartition du gaz, il est prévu que l'Inde et le Pakistan, pays aux besoins énergétiques importants, reçoivent chaque jour chacun 40 millions de m3, l'Afghanistan recevant pour sa part 14 millions de m3.
Le pays exportateur de gaz pour sa part y trouve l'occasion d'élargir ses débouchés, et de réduire la part des exportations à destination de la Chine, tout en développant les capacités de production du site gazier dans un consortium japonais, turc et turkmène. La Banque asiatique de développement participe à l'investissement.
L'équipement est structurant pour l'économie des pays traversés en renforçant leur autonomie énergétique et les coopérations. Les progrès économiques attendus sont susceptibles d'aider à la stabilisation politique. la redevance perçue par l'Afghanistan est estimée à 500 millions de dollars.
Le long du gazoduc d'autres éléments sont prévus : une ligne de chemin de fer entre Serhetabat et Torghondi destinée aux échanges, une ligne électrique baptisée projet TAP500 reliant Turkménistan Afghanistan et Pakistan et également une liaison par fibre optique des mêmes pays. La ligne électrique doit rejoindre Kaboul et Jalalabad à partir de Kandahar. La liaison de fibre optique pour sa part est prévue rejoindre Bakou et l'Europe, et générera des recettes importantes pour l'état afghan, 200 millions de dollars.

## Histoire
Le projet est discuté depuis les années 1990,. C'est l'Etat turkmène qui est à l'initiative et dirige les travaux, et concrétise le projet dans le contexte de concurrence avec l'Iran pour la fourniture de gaz au sous-continent indien.
Un consortium est mis en place, CentGas (en), mené par la compagnie américaine Unocal et plusieurs autres entreprises.
La prise du pouvoir par les talibans puis l'invasion du pays par les États-Unis vont retarder le projet. A l'origine, le consortium traite avec les talibans, et en janvier 1998, un accord est signé avec eux.
Mais à la suite des attentats contre des ambassades américaines en Afrique (1998) par des membres d'Al-Qaïda, et au soutien apporté par les talibans à Oussama ben Laden, les États-Unis lancent l'opération Infinite Reach avec notamment des frappes contre des camps d'entraînement d'Al-Qaïda en Afghanistan. Les négociations sont alors rompues.
À la suite des attentats de 2001 à New York, les États-Unis à la tête d'une coalition internationale renversent les talibans. Le président d'Afghanistan mis en place par les Américains, Hamid Karzai, aurait été, à l'époque, consultant pour Unocal. Les travaux ont repris. De nombreuses théories conspirationnistes ont alors fleuri, attribuant les attentats du World Trade Center à une volonté de créer un prétexte pour l'invasion de l'Afghanistan.
Les travaux de la section turkmène débutent en décembre 2015 et les dirigeants des 4 pays partenaires sont présents pour l'inauguration.
Les travaux sont supposés se terminer fin 2018 au moment du début des travaux. La partie turkmène de l'équipement est terminée en février 2018. La section afghane de l'équipement devait être construite à partir de Serhetabat et Hérat à partir de février 2018, pour être terminée fin 2019. L'instabilité dans le pays engendre le report des travaux. Ils sont lancés en septembre 2024 mais l'achèvement du projet global n'est pas prévu avant le début de la décennie suivante. 